# Deutsch-tschechische Beziehungen
Die Tschechische Republik und Deutschland sind zwei Nachbarstaaten in Mitteleuropa. Die historischen Beziehungen reichen weit vor die Gründung der heutigen Staaten zurück. Sie teilen sich eine 817 Kilometer lange Staatsgrenze. Abgesehen von der gleichlangen Deutsch-Österreichischen Grenze ist dies für beide Länder die längste gemeinsame Grenze mit einem Nachbarstaat.

## Abgrenzung
Unter dem Begriff „Deutsch-tschechische Beziehungen“ werden hier insbesondere die zwischenstaatlichen Beziehungen zwischen Deutschland und Tschechien bzw. ihrer Vorgängerstaaten seit der staatlichen Eigenständigkeit der Tschechoslowakei 1918 verstanden.
Vorausgehend zu diesen Beziehungen, wird hier die Geschichte der Länder der Böhmischen Krone, innerhalb des Heiligen Römischen Reichs und insbesondere innerhalb der Habsburgermonarchie von 1526 bis 1918. Letztere gingen dann in die Österreichisch-tschechoslowakische Beziehungen über.
Die innertschechischen Beziehungen zwischen den Volksgruppen der Deutschböhmen, Deutschmährer und Deutschschlesiern mit der Bevölkerungsmehrheit vor der staatlichen Eigenständigkeit, sowie die Beziehungen zu den Sudetendeutschen nach der staatlichen Eigenständigkeit bis 1938 werden hier nur am Rande betrachtet. Durch das Münchner Abkommen, den Zweiten Weltkrieg und die Vertreibung der Deutschen aus der Tschechoslowakei wurde diese Beziehungen auch ein Teil der internationalen Deutsch-Tschechischen und findet sich hier unter „Folgen der Ereignisse der Jahre 1938 bis 1948“ wieder. Die Geschichte der verbliebenen Deutschen Minderheit in Tschechien finden sich im entsprechenden Artikel.

## Geschichte

### Frühmittelalter
Die Geschichte der Beziehung der heutigen Nachbarstaaten reicht lange vor ihrer Gründung bzw. die ihrer Vorgängerstaaten zurück. So waren Teile des heutigen Deutschlands im Frühmittelalter slawisch besiedelt. Dieser in der Forschung Germania Slavica genannte Bereich und als Teil dessen das in Bayern gelegene Bavaria Slavica umfasste in etwa den Zeitraum des 8. bis 10. Jahrhunderts. Orts- und Namensbezeichnungen zeugen in diesen Gebieten bis heute von dieser Zeit.
In darauffolgenden Jahrhunderten kam es wiederum zur Hochmittelalterlichen Ostsiedlung Deutschsprachiger. Dies führte dazu, dass sich auf dem Gebiet des heutigen Tschechiens eine große deutschsprachige Minderheit ansiedelte.

### Böhmen als Teil des HRR unter den Přemysliden

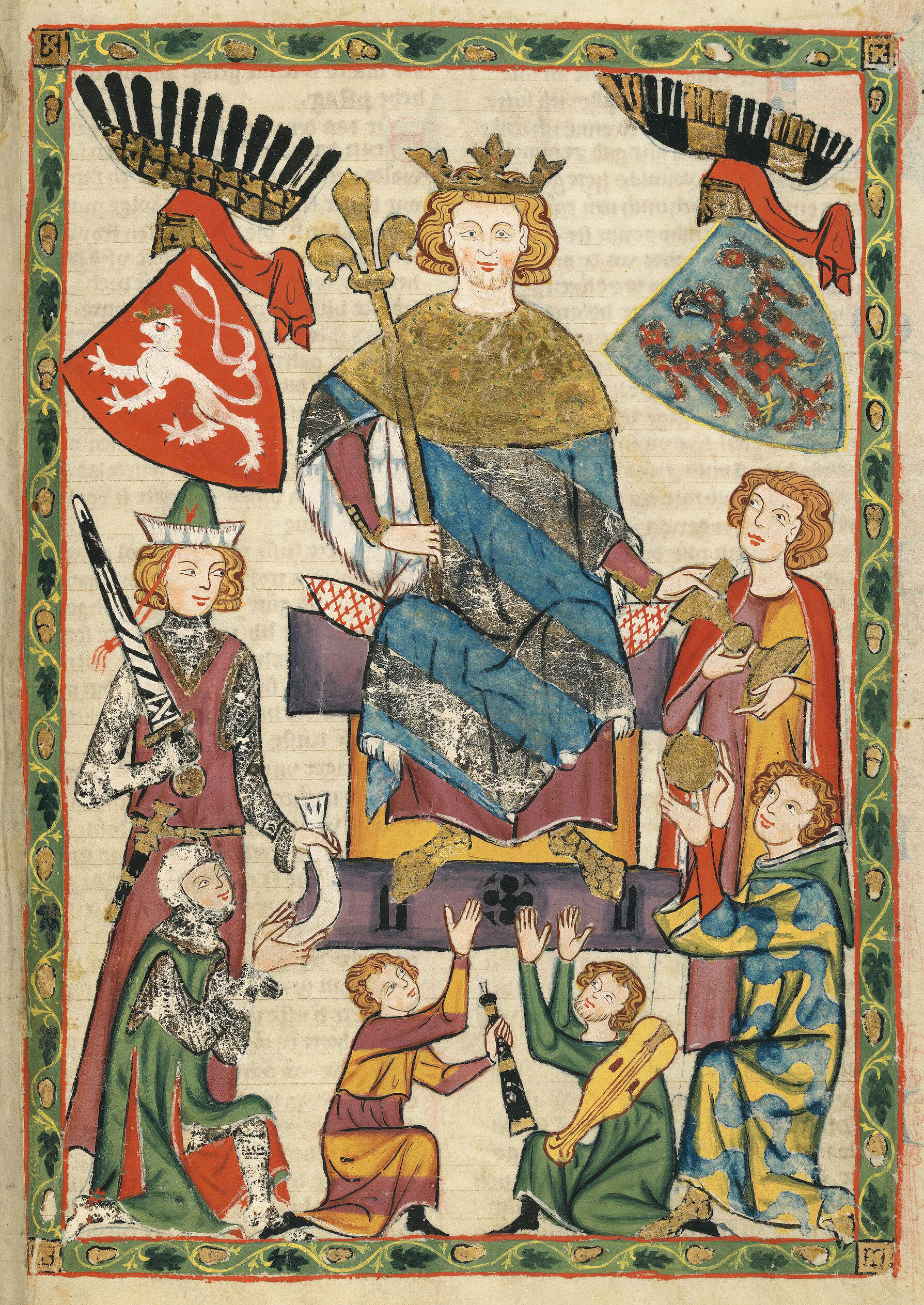
Der böhmische König Wenzel II. schrieb selbst deutsche Minnelieder

Das Herzogtum bzw. das spätere Königreich Böhmen von Anfang an Teil des Heiliges Römisches Reich. Der König von Böhmen war dabei einer der sieben Kurfürsten, die den deutschen Kaiser wählten. Bereits seit 1010 sind Handelsbeziehungen zwischen den Alpengebieten und Böhmen, etwa über den Goldenen Steig belegt. Hierbei wurde insbesondere Salz aus den Alpen und Gold bzw. Silber aus Böhmen gehandelt. In dieser Zeit ab 875 herrschte von wenigen Ausnahmen abgesehen das böhmische Herrschergeschlecht der Přemysliden als Herzöge und später Könige über Böhmen.
Bei der Schlacht bei Dürnkrut, auch Schlacht auf dem Marchfeld genannt, kam es am 26. August 1278 zu einer entscheidenden Niederlage des böhmischen Heeres unter König Ottokar II., der hierbei sein Leben verlor, gegen das römisch-deutsche Heer unter König Rudolf I. Diese führte in weiterer Folge zur Herrschaft der Habsburger über Österreich. Sein Sohn und Nachfolger Wenzel II. führte das Geschlecht der Přemysliden zu einer letzten Blüte und machte Prag zu einem Zentrum der deutschen Literatur.

### Ende der Přemysliden-Herrschaft in Böhmen 1306 bis Eingliederung Böhmens in die Habsburg-Monarchie 1526
Nach dem Tod Wenzel II. 1305 regierte sein Sohn Wenzel III nur wenig über ein Jahr bis zu seiner Ermordung. Kinderlos verstorben endete somit die Regentschaft der Přemysliden 1306 über das Königreich Böhmen. Über die nächsten mehr als 600 Jahre bis zum Ende der Monarchie herrschten nun, mit nur wenigen Ausnahmen mit dem Haus Luxemburg (1311–1437) und den Habsburger (1307, 1438–1457, 1526–1918) deutsche Herrscher. Mit diesen waren in einer ersten Periode von 1346 (Karl IV.) bis 1439 (Albrecht II.) die böhmischen Könige in Personalunion auch römisch-deutsche Könige bzw. Kaiser.
Bereits in einer der ersten tschechischsprachigen Chroniken, der Dalimil-Chronik (tschechisch Dalimilova kronika), aus dem 14. Jahrhundert und deren deutschen Übersetzung Di tutsch kronik von Behem lant (Die deutsche Chronik des Böhmenlandes; tschechisch: Rýmovaný německý překlad staročeské Dalimilovy kroniky) werden dabei deutlich unterschiedliche Ansichten von tschechisch/böhmischer und deutsch(sprachig)er Seite auf diese (Fremd-)Herrschaft deutlich.
1348 entstand in Prag die erste deutschsprachige Universität. In dieser Stadt wurde auch das Prager Deutsch gesprochen. Eine für die deutsche Sprachgeschichte bedeutende Variante der Sprache. Sie stellt eine Ausgleichsform zwischen den im Südosten gesprochenen Oberdeutschem und dem im Nordosten gesprochenen Ostmittelhochdeutschem dar und führte zur Entwicklung des heutigen Neuhochdeutschem.
Durch die Bewegung von Jan Hus kamen im 15. Jahrhundert, und damit etwa 100 Jahre vor Martin Luther, auch religiöse Gegensätze hinzu. Nach seiner Hinrichtung kam es von 1419 bis 1434 zu den Hussitenkriegen in Böhmen zwischen Hussiten und Katholiken im Auftrag von Kaiser und Papst.
Kurfürst Friedrich II. von Sachsen, Herzog Wilhelm III. von Sachsen und der böhmische König Georg von Podiebrad schlossen am 25. April 1459 den Vertrag von Eger, welche unter Grenzfragen regelte, welche bis heute Gültigkeit behielten.
Ab 1500 wurde das Heilige Römische Reich in Reichskreise eingeteilt. Die Länder der böhmischen Krone blieben dabei ein nicht eingekreistes Territorium.

### Habsburgermonarchie bis zum Ende des Heiligen Römischen Reiches 1806
Vom Jahre 1526 übernahm das Haus Habsburg endgültig die Regentschaft und gliederte das Land in seine Monarchie ein. Wie bereits 100 Jahre zuvor gab es nun erneut eine Personalunion mit der römisch-deutschen Kaiser-Krone.
Nach dem Schmalkaldischen Krieg kam es 1546 zwischen Herzog Moritz von Sachsen und König Ferdinand I. zur Aufteilung der Herrschaft Schwarzenberg und damit zur einzig wesentlichen Änderung des Grenzverlaufs im Bereich des Vertrages von Eger.
Aufstände gegen die Habsburger Herrschaft wurden in den folgenden Jahrzehnten, endend mit der Schlacht am Weißen Berg 1620 niedergeschlagen. Die Verneuerte Landesordnung, welche Deutsch als zweite Amtssprache einführte und die Gegenreformation führten zu einer Zurückdrängung des Tschechischen. Dies führte dazu, dass Hussiten das Land verließen. Diese siedelten sich in der ersten Hälfte des 18. Jahrhunderts auch in Sachsen bzw. Preußen an und gründeten unter anderem 1722 Herrnhut (Ochranov), 1737 Böhmisch-Rixdorf (heute Berlin-Neukölln) und 1750 Nowawes (Nova Ves, heute Babelsberg).
In Folge des Österreichischen Erbfolgekrieges verlor das Königreich Böhmen 1742 einen Teil Schlesiens an Preußen. Durch die Reformen von Maria Theresia und ihres Sohnes Joseph II.(Josephinismus), kam es zu einer Teilung in Böhmen, Mähren und Schlesien. Dies führte zu einer Gegenbewegung die ein Böhmisches Staatsrecht forderten und zu einer Rückkehr zur Einigung dieser drei Landschaften.
Während der Regentschaft Maria Theresias von 1743 bis 1780, die als Frau vom Kaiserthron ausgeschlossen war, kam es zur Aufteilung der beiden Throne. Diesen nahm ihr Ehemann Franz I. bzw. ihr Sohn Joseph II. ein. Mit Bayern unter Maximilian I. Joseph wurde am 3. März 1764 eine Einigung über den Grenzverlauf erzielt. 2 Jahre später schlossen 1766 das Hochstift Passau unter Leopold Ernst von Firmian und Joseph zu Schwarzenberg einen Vertrag über den Grenzverlauf am heutigen südlichen Ende der deutsch-tschechischen Grenze.

### 19. Jahrhundert Tschechische Wiedergeburt

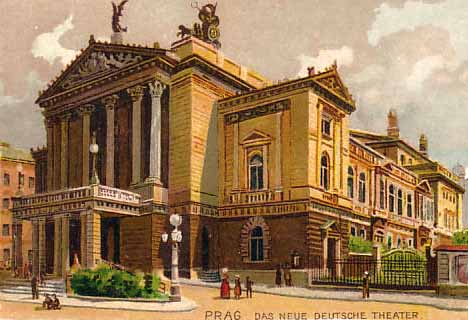
Das 1888 eröffnete Neue Deutsche Theater in Prag

Mit dem Ende des Heiligen Römischen Reiches 1806 entstand in der Folge 1815 der Deutsche Bund, in dem Böhmen, als Teil des Kaisertum Österreichs ebenfalls Mitglied war. Im weiteren Verlauf kam es zum Machtkampf zwischen Preußens und Österreichs. Dies führte dazu, dass der Deutsche Zollverein 1834 ohne Österreich und mit ihm dem Königreich Böhmens gegründet wurde. Endpunkt dieses Kampfes war 1866 der Deutsche Krieg, infolge dessen der Deutsche Bund zerbrach und sich auf der einen Seite Österreich-Ungarn und auf der anderen Seite der Norddeutsche Bund und später 1871 das Deutsche Reich gründeten.
Die Österreichische Zentralgewalt wurde durch den verlorenen Krieg geschwächt, so dass der Österreichisch-Ungarische Ausgleich ermöglicht wurde. Das Ausbleiben eines Österreichisch-Tschechischen Ausgleichs, fehlende Wahlreformen zugunsten der tschechischen Mehrheitsbevölkerung im böhmischen Landtags und weitere Punkte führten ab Mitte des 19. Jahrhunderts zur „Tschechischen Wiedergeburt“ genannten Bewegung. Das tschechische Nationalbewusstsein verstärkte sich in dieser Zeit immer mehr und führten so unter anderem 1882 zur Trennung der Karls-Universität in die deutsche Karl-Ferdinands-Universität und die tschechische Karl-Ferdinands-Universität (Česká univerzita Karlo-Ferdinandova) und 1897 zur Badenischen Sprachverordnung, dass Tschechisch zur zweiten Amtssprache machte. Dies konnte die Gegensätze jedoch nicht überwinden und führte so 1909/10 zu einer vollständigen Blockade des böhmischen Landtages durch deutschsprachige Abgeordnete und 1913 zu seiner vollständigen Auflösung.
Auch in der Literatur spiegelte sich dieses Gegeneinander etwa am Beispiel des deutschböhmischen Schriftstellers Kar(e)l Klostermann. Dieser setzte sich in seiner von 1890 bis 1920 dauernden literarischen Karriere für eine Verständigung zwischen Deutschen und Tschechen ein und in beiden Sprachen schrieb. Seine in Tschechisch verfassten Romane fanden großen Anklang und wurden in dieser Sprache mehrfach wiederaufgelegt, während er in seiner Muttersprache erst nach fast 100 Jahren nach der Wende wiederentdeckt und übersetzt wurde.
Durch die Niederlage Deutschlands und Österreichs im Ersten Weltkrieg kam es schließlich zum Zerfall Österreich-Ungarns und dem Ende der Monarchien in Deutschland. Tschechien sowie das zur ungarischen Reichshälfte gehörende Slowakei gründeten infolgedessen am 28. Oktober 1918 die Erste Tschechoslowakische Republik innerhalb der historischen Grenzen. Auch das seit dem Mittelalter überwiegend deutschsprachige Grenzgebiet gehörte hierzu. Eine Wahrnehmung des Selbstbestimmungsrechtes der Völker wurde durch die Tschechen und die Siegermächte des Krieges vermieden. Dies führte zur Ausrufung der Provinz Sudetenland innerhalb des Landes. Die Demonstration der Sudetendeutschen am 4. März 1919, mit der Forderung eines Anschlusses dieses Gebietes an Deutschösterreich wurde niedergeschlagen. Waren die heterogenen deutschsprachigen Bevölkerungsgruppen vorher je nach Region als Deutschböhmen, Deutschmährer bzw. Deutschschlesier bekannt, bürgerte sich nun der Begriff Sudetendeutsche ein. Wenige Monate später wurden mit dem am 10. September 1919 unterzeichneten und am 16. Juli 1920 in Kraft getretenen Vertrag von Saint-Germain diese Grenzen völkerrechtlich verbindlich festgelegt.

### Zeit der Ersten Tschechoslowakischen Republik 1918 bis 1938
In der Zwischenkriegszeit gestalteten sich die Beziehungen zwischen Mehrheit und deutscher Minderheit zwiespältig: auf der einen Seite besaßen die Deutschen unter anderem eine parlamentarische Vertretung und ein eigenes Schulsystem, auf der anderen Seite aber keine Autonomie.

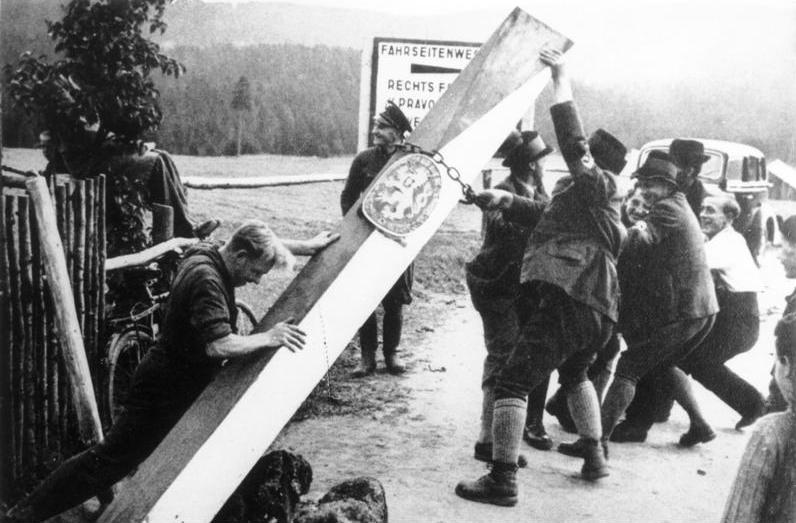
Besetzung des Sudetenlandes 1938

Die Lage verschärfte sich nach der Machtübernahme der Nationalsozialisten 1933 und dem Aufschwung der Sudetendeutschen Partei in der Tschechoslowakei, die sich immer mehr an Adolf Hitlers Programm anlehnte. Bei der letzten freien Parlamentswahl erreichte sie am 19. Mai 1935 mit landesweit 15,18 % die meisten Stimmen aller Parteien, vor der Tschechoslowakische Agrarpartei, die jedoch aufgrund des Wahlrechts einen Sitz mehr im Parlament erhielt. 68 % aller Sudetendeutschen Wahlberechtigten stimmten für sie. Sie erhielt insgesamt 44 von 300 Sitze.

### Münchner Abkommen 1938 bis zum Februarumsturz 1948
Beim Münchner Abkommen vom 29. September 1938, das ohne die Mitwirkung der Tschechoslowakei beschlossen wurde, stimmten Großbritannien, Frankreich und Italien einer Abtretung der sudetendeutschen Gebiete an das Dritte Reich zu. Die nördlichen Gebiete wurden zum Reichsgau Sudetenland, die südlichen Gebiete wurden in den Regierungsbezirk Niederbayern und Oberpfalz bzw. den Reichsgau Oberdonau und Reichsgau Niederdonau eingegliedert.
Am 15. März 1939 schritt Hitler unter Bruch seines Versprechens von München zur „Zerschlagung der Rest-Tschechei“, wobei das Selbstbestimmungsrecht der Völker von ihm erstmals offen mit Füßen getreten wurde. Es wurde das sogenannte Protektorat Böhmen und Mähren geschaffen, dessen Bevölkerung bis zum Ende des Zweiten Weltkriegs 1945 massiv unter der deutschen Besatzung zu leiden hatte.
Beispielhaft seien hier einige Punkte genannt. Am 17. November 1939 wurde mit der Sonderaktion Prag das tschechische Hochschulwesen geschlossen. Das Brünner Studentenwohnheim Kaunitz wurde geräumt und 173 seiner Bewohner ins KZ Sachsenhausen deportiert. Das Gebäude diente später als Gestapo-Stelle und sein Innenhof als Hinrichtungsstätte.
Im November 1941 kam es zur Errichtung des Konzentrationslagers Ghetto Theresienstadt in Nordböhmen und Anfang Juni 1942 zum Massaker von Lidice nach dem tschechischen Attentat auf den „Stellvertretenden Reichsprotektor in Böhmen und Mähren“ Reinhard Heydrich. Von den ca. 82.000 tschechischen Juden überlebten nur ca. 11.200 den Holocaust. Darüber hinaus kam es zur Vertreibung der tschechischen Bevölkerung ins Landesinnere. Auch wurden viele Todesurteile für tschechoslowakischen Staatsbürgern verhängt. Alleine am Münchner Platz Dresden, wo die Urteile des Sondergericht Prag und Brünn vollstreckt wurden, wurden 889 Hinrichtungen an tschechoslowakischen Staatsbürgern durchgeführt.
Ab Kriegsende kam es zur Vertreibung der Deutschen aus der Tschechoslowakei. Hierbei wurden von tschechischer Seite auch Massaker an Deutschen verübt. Die bekanntesten waren das Massaker von Postelberg (26. Mai bis 6. Juni 1945), der Brünner Todesmarsch (31. Mai 1945), das Massaker von Prerau (18./19. Juni 1945) und das Massaker von Aussig (31. Juli 1945). Nicht wenige Deutsche durften in der Tschechoslowakei verbleiben, dies waren neben Fachkräften auch vom NS-Regime unbelastete deutsche Familien.
Mit den Beneš-Dekreten wurde eine gesetzliche Grundlage erlassen, in Folge dessen um die 3 Millionen Mitglieder der deutschen Bevölkerungsgruppe ausgebürgert und vertrieben wurden.
Siehe Abschnitt Folgen der Ereignisse 1938 bis 1948

### Zeit des Kalten Krieges, Wende bzw. samtenen Revolution und Zerfall der Tschechoslowakei
Mit dem Februarumsturz 1948 etablierte sich in der Tschechoslowakei ein kommunistisches Regime. Infolgedessen verließen National-Tschechen das Land und kamen in bayerische DP-Lager, wo sie den Status einer Displaced Person zuerkannt bekamen, welcher eigentlich seit Mitte 1947 nicht mehr vergeben wurde. Mit 1.300 Tschechen Ende 1949 war das „Regierungslager für heimatlose Ausländer“ (Valka-Lager) in Nürnberg-Langwasser.
Auf dem Gebiet des heutigen Deutschlands wurden 1949 mit der Bundesrepublik Deutschland und der Deutschen Demokratischen Republik zwei Staaten gegründet. Aufgrund der ideologischen Unterschiede zwischen West und Ost kam es hier zu zwei unterschiedlichen deutsch-tschechoslowakischen Beziehungen.

#### Beziehungen zwischen der Bundesrepublik und der Tschechoslowakei
In der Folge der Spaltungen Europas kam es auch hier zur Errichtung des Eisernen Vorhangs (tschechisch: Železná opona), hier der Tschechoslowakische Wall, zwischen beiden Ländern bis zum Fall des Kommunismus. Zwischen der Bundesrepublik Deutschland und der ČSR kam es zum Aufbau von Grenzbefestigungen und zur Schließung fast aller Grenzübergänge mit Ausnahme von Waidhaus/Rozvadov (ehemals B14–I/5, heute A6–D5).
Dies führte auch auf nachrichtendienstlicher Ebene zu einem Kampf der Systeme. So führte die tschechoslowakische Staatssicherheit StB die Operation Neptun am grenznahen Černé jezero (Schwarzen See) bei Železná Ruda durch. Die dort „gefundenen“ Dokumente beeinflussten die bundesrepublikanische Verjährungsdebatte und führten zum Rückzug mehrerer Politiker.
Nur vereinzelt wurden Grenzübergänge insbesondere für den Warenverkehr wieder eröffnet. Wie Pomezí nad Ohří/Schirnding 1956, Česká Kubice/Furth im Wald 1964, Železná Ruda/Bayerisch Eisenstein 1969 und Strážný/Philippsreut 1971. Als Folge der ab 1969 eingeschlagenen neuen Ostpolitik der Bundesrepublik Deutschland schloss diese am 11. Dezember 1973 mit der Tschechoslowakei einen völkerrechtlichen Vertrag, in dem das Abkommen von München für nichtig und die gemeinsame Grenze für unverletzlich erklärt wurde und die Vertragsparteien sich zur gegenseitigen Achtung der territorialen Integrität verpflichteten („Prager Vertrag“). Unmittelbar im Anschluss nahmen die beiden Staaten diplomatische Beziehungen zueinander auf, Botschaften in Prag und Bonn wurden eröffnet.
Im kulturellen Bereich gab es insbesondere in der Filmindustrie einige Zusammenarbeiten bzw. Exporte zwischen der Tschechoslowakei und der Bundesrepublik bzw. DDR. So sind hier Der kleine Maulwurf (Krteček) (1957), Pan Tau (1970), Drei Haselnüsse für Aschenbrödel (Tři oříšky pro Popelku) (1973) und Die Besucher (Návštěvníci) (1981) zu nennen. Hier ist ebenso das Abkommen zwischen der Regierung der Bundesrepublik Deutschland und der Regierung der Tschechoslowakischen Republik über kulturelle Zusammenarbeit zu nennen, dass 1978 geschlossen wurde.

#### Beziehungen zwischen der DDR und der Tschechoslowakei
Zwischen der DDR und der ČSR kam es bereits kurz nach Kriegsende zu einer Annäherung. Im Juni 1950 verabschiedeten die beiden Staaten die sogenannte Prager Erklärung, in der beide Staaten jeweils auf Gebietsansprüche verzichteten. Außerdem wurde darin das Münchner Abkommen für ungültig sowie die Zwangsaussiedlung der Deutschen als unabänderlich, gerecht und endgültig gelöst erklärt.
Im Rahmen des Prager Frühlings 1968 kam es zwischen beiden Ländern zu Spannungen. Die DDR beteiligte sich zwar nicht am Einmarsch der Truppen des Warschauer Paktes in die Tschechoslowakei. Dies wurde wenige Stunden vor dem Einmarsch durch Marschall Jakubowski gegen den Willen von Walter Ulbricht entschieden. Es wurden jedoch am 21. August 1968 der zivile Grenzverkehr eingestellt und mit Radio Vltava ein tschechischer Propagandasender betrieben. Das erste frei gewählte Parlament der DDR fasste, 21 Jahre später, 1989 in seinem ersten inhaltlichen Beschluss eine Entschuldigung für die Beteiligung der DDR an der Niederschlagung des Prager Frühlings.

#### Beziehungen zwischen dem wiedervereinigten Deutschland und der demokratischen Tschechoslowakei
Im Jahr 1989 kam es mit der Wende in der DDR und der Samtenen Revolution in der Tschechoslowakei zum Fall der kommunistischen Regierungen. Hierbei spielte unter anderem die Deutsche Botschaft Prag im August/September 1989 eine bedeutende Rolle bei der Ausreise von DDR-Bürgern in die Bundesrepublik.

## Seit der Gründung Tschechiens 1993
Durch die Deutsche Wiedervereinigung und dem Politikwechsel in der Tschechoslowakei, beziehungsweise ab 1993 Tschechien, wurden die Beziehungen zwischen den Staaten auf eine neue Grundlage gestellt werden, wobei in den Anfangsjahren die Aufarbeitung der Vergangenheit unter anderem die bis heute gültigen Beneš-Dekrete, eine große Rolle spielte.
Nachfolgend werden in einzelne Themengebiete gegliedert die aktuellen Beziehungen zwischen der Bundesrepublik Deutschland und der Tschechischen Republik, wie sie seit 1993 existieren dargelegt.

### Offizielle Beziehungen der beiden Regierungen
Grundlegend für den Wandel der Beziehungen nach Ende des Kalten Krieges sind zum Beispiel der deutsch-tschechische Nachbarschaftsvertrag von 1992 sowie die deutsch-tschechische Erklärung von 1997. Auf der Grundlage der deutsch-tschechischen Erklärung entstanden auch das Deutsch-Tschechische Gesprächsforum und der Deutsch-Tschechische Zukunftsfonds.
Mit dem strategischen Dialog, den die Außenminister Steinmeier und Zaorálek am 3. Juli 2015 unterzeichneten, wurden die Beziehungen beider Regierungen auf eine langfristige Basis gestellt. In diesen mehrjährigen Programmen vereinbaren beide Regierungen verschiedene grenzüberschreitende Arbeitsgebiete, welche sie gemeinsam vorantreiben wollen. Nach einer Evaluierung 2017 zum 20-jährigen Jubiläum der deutsch-tschechischen Erklärung wurde das Programm 2019 und 2022 fortgeschrieben. Eine weitere Aktualisierung erfolgte im Juli 2025 für die Jahre bis 2027 in Prag durch Johann Wadephul und Jan Lipavský.

### Diplomatische Beziehungen

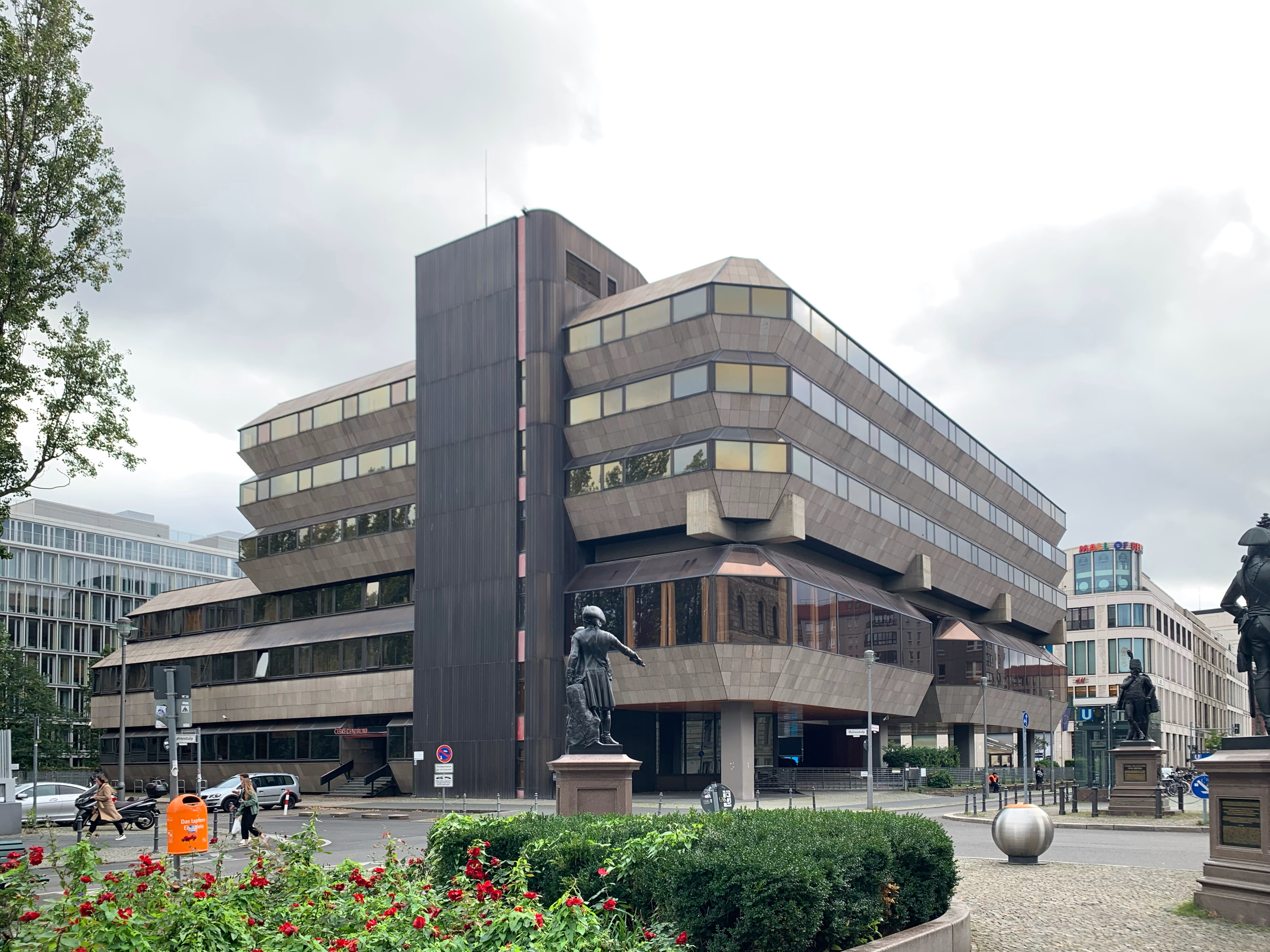
Die Tschechische Botschaft am Wilhelmplatz in Berlin

Tschechien verfügt neben der Botschaft in der deutschen Hauptstadt Berlin über zwei Generalkonsulate in den beiden direkt angrenzenden Landeshauptstädte Dresden (Sachsen) und München (Bayern). Darüber hinaus existiert ein Konsulat in Düsseldorf und sechs Honorarkonsulate (in Dortmund, Frankfurt am Main, Hamburg, Nürnberg, Rostock und Stuttgart).
Deutschland unterhält eine Botschaft in der tschechischen Hauptstadt Prag.

### Internationale und grenzüberschreitende Regionale Bündnisse
Tschechien und Deutschland sind in mehreren internationalen Bündnissen. So etwa seit 1999 in der NATO und seit 2004 in der Europäischen Union. Beide Länder sind auch Mitglied des Schengener Abkommens, so dass an der Grenze zwischen Deutschland und Tschechien seit 2007 keine dauerhaften Grenzkontrollen mehr durchgeführt werden.
Tschechische und Deutsche Kommunen haben sich seit 1991 im Rahmen von insgesamt sechs Europaregionen zusammengeschlossen. Vom Dreiländereck mit Polen bis zum Dreiländereck mit Österreich sind diese:
- Euroregion Neiße (CZ, D, PL, gegründet 1991)
- Euroregion Elbe/Labe (gegründet 1992)
- Euroregion Erzgebirge/Krušnohoří (gegründet 1992)
- Euregio Egrensis (gegründet 1993)
- Europaregion Donau-Moldau (CZ, D, Ö, gegründet 2012)
- Euregio Bayerischer Wald – Böhmerwald – Unterer Inn (CZ, D, Ö, gegründet 1993)

Darüber hinaus gibt es zahlreiche deutsch-tschechische Städte- und Gemeindepartnerschaften. So pffegen die beiden Hauptstädte Berlin und Prag seit 1995 eine Partnerschaft. Neben diesen Partnerschaften gibt es darüber hinaus Patenstädte für Vertriebene. So ist München seit 1952 Patenstadt für die Aussig (Ústí nad Labem).
Daneben gibt es weitere regionale Gemeindebündnisse, wie etwa die Freunde im Herzen Europas im Bayerisch-Sächsisch-Tschechischen Grenzgebiet oder die Zusammenarbeit ILE Nationalparkgemeinden Bayerischer Wald - Mikroregion Šumava západ im Bayerisch-Tschechisch-Österreichischen Grenzgebiet.

### Wirtschaft
Deutschland und Tschechien haben eine starke wirtschaftliche Verbindung. Im Jahr 2019 betrug das Handelsvolumen 98 Mrd. Euro. Deutschland ist hierbei mit Abstand der stärkste Handelspartner für Tschechien. Umgekehrt ist Tschechien einer der zehn größten Handelspartner. Tschechien exportiert hierbei mehr nach Deutschland als umgekehrt. In Prag besteht für diesen Austausch die Deutsch-Tschechische Industrie- und Handelskammer.
Die Zahl der Grenzpendler nach Deutschland betrug im Jahr 2023 über 38.000, was gegenüber 2010 einen Anstieg um mehr als das zehnfache darstellt. Nach Polen und vor Frankreich stellt dies die zweitgrößte Gruppe an Grenzpendlern in Deutschland dar. Die allermeisten hiervon pendelt in die direkt angrenzenden Bundesländer Bayern und Sachsen.
Mit 1,2 Mio. Besuchern jährlich (Stand 2019) stellt Deutschland den größten Anteil am tschechischen Tourismus. Im Jahr 2023 wurden 2,25 Mio. Reisen aus Deutschland nach Tschechien durchgeführt. Umgekehrt befand sich Tschechien nicht unter den Top-10 der Herkunftsländer ausländischer Touristen in Deutschland 2022 gemessen an Übernachtungen.

### Grenzüberschreitende Infrastruktur

#### Autobahnen
Zwischen Nürnberg und Prag wurde mit der A6 und D5 zwischen 1994 und 2008 eine durchgängige Autobahnverbindung erstellt. Ebenso zwischen Dresden und Prag mit der A 17 und D 8 zwischen 1993 und 2016. Diese beiden Grenzübergänge sind die einzigen Autobahngrenzübergänge zwischen beiden Staaten. Darüber hinaus befindet sich von tschechischer Seite die D 6 von Prag über Karlovy Vary bis zur Grenze in Fertigstellung. Auf deutscher Seite geht diese in die B 303 über.

#### Eisenbahn
Wichtigster Eisenbahngrenzübergang zwischen den Staaten ist der Grenzübergang Bad Schandau an der Bahnstrecke Děčín–Dresden-Neustadt. Dieser ist auch der einzige von 14 Schienengrenzübergängen der elektrifiziert ist. Die beiden neuesten sind hierbei Sebnitz/Dolní Poustevna (2014) und Selb/Aš (2015) die nach jahrzehntelanger Stilllegung reaktiviert wurden. In Nové Údolí befindet sich darüber hinaus ein Endbahnhof direkt an der Staatsgrenze, der von deutscher Seite, als Ersatz für die mittlerweile abgebaute Bahnstrecke, seit 2017 mit Linienbussen angefahren wird. Aktuell in Planungen sind eine Schnellfahrstrecke Dresden–Prag und die Elektrifizierung der Schienen-Grenzübergänge bei Schirnding/Cheb und Furth im Wald/Česká Kubice.

#### Schiffsverkehr
Einzige schiffbare Verbindung zwischen beiden Ländern ist die Elbe, die von Pardubice bis Cuxhaven schiffbar ist. In diese mündet die Moldau, welche von 20 km oberhalb Prags bis zur Mündung bei Mělník schiffbar ist.

#### Stromnetz
Die Höchstspannungsnetze Deutschlands und Tschechiens sind seit 1995 als Teil des Europäischen Verbundsystems (UCTE) miteinander synchronisiert. 
Die Stromübertragung auf Übertragungsnetzebene geschieht dabei über mehrere grenzüberschreitende Hochspannungsleitungen. Vom Umspannwerk Hradec führen diese nach Zwönitz (seit 1960, zunächst 220 kV, seit 2001/02 unter Nutzung eines Teils der Leitung nach Röhrdorf), Röhrsdorf (seit 1976, 380 kV) und zum Umspannwerk Etzenricht (seit 1992, 380 kV). Von letzterem seit 1997 eine weitere 380 kV Leitung nach Přeštice.
Auch auf Verteilnetzebene ist geplant die Netze in Ostbayern (Bayernwerk) und Südtschechien (ED.G) über drei Leitungen zwischen den Kreisen Freyung-Grafenau und Prachatice bis 2028 zu verbinden. Dies soll einer besseren Verteilung im Rahmen der Energiewende dezentraler erzeugten Stroms dienen.

### Bildung

#### Deutschunterricht in Tschechien
In Tschechien ist Deutsch, nach dem verpflichtenden Englisch, die beliebteste zweite Fremdsprache. Im Schuljahr 2024/25 lernten 227.000 Schülerinnen und Schüler in den tschechischen Grundschulen und 175.000 Schülerinnen und Schüler in weiterführenden Schulen Deutsch. Deutsch wird in der Regel als zweite Fremdsprache neben Englisch gelehrt. An einzelnen Schulen mit besonderem Profil, wie der Deutschen Schule Prag, oder grenznahen Schulen ist Deutsch erste Fremdsprache. Nach jahrelangen Diskussionen, die zweite Fremdsprache abzuschaffen und Englisch verpflichtend an allen tschechischen Schulen zur ersten/einzige Fremdsprache zu machen, wurde 2025 beschlossen, dass weiterhin Deutsch gelehrt wird und dies auch die erste Fremdsprache sein kann.

#### Tschechischunterricht in Deutschland
Umgekehrt wird Tschechisch in Deutschland nur selten gelehrt. Im Schuljahr 2021/22 wurde an 17 Realschulen in Bayern Tschechisch als Wahlpflichtfach gelehrt. Seit 2023 kann an einem Gymnasium in Bayern, am Wilhelm-Hausenstein-Gymnasium München, die Abiturprüfung in Tschechisch als spätbeginnende Fremdsprache abgelegt werden.

#### Zweisprachige Schulen
Nach einer Vereinbarung zwischen Bayern und Tschechien 2024 beschloss das Kultusministerium in Bayern ab dem Schuljahr 2025/26 im Grenzgebiet sechs bilingualen deutsch-tschechischen Schulen einzurichten. Diese sind in Oberfranken die Sigmund-Wann-Realschule Wunsiedel, die bereits seit 2007 Tschechisch als Wahlpflichtfach anbietet, in der Oberpfalz die Realschule Vohenstrauß und die Realschule im Stiftland (Waldsassen), welche seit 2001 Tschechisch anbietet und 2023 als Stützpunktschule Tschechisch ausgezeichnet wurde, sowie das Ortenburg-Gymnasium in Oberviechtach und das Joseph-von-Fraunhofer-Gymnasium Cham, welches seit 2021 Tschechisch als Wahlfach anbietet, sowie in Niederbayern die Sport-Mittelschule Hauzenberg.
Darüber hinaus existiert in Sachsen bereits seit 1998 am Friedrich-Schiller-Gymnasium Pirna ein binationales Schulkonzept, bei dem tschechische und deutsche Schüler gemeinsam das Abitur bzw. die Matura ablegen. Am Gymnasium in Zwiesel gab es ein Pilotprojekt in dem von 2017 bis 2020 tschechische Schüler das bayerische Abitur ablegten.
In Tschechien sind als deutschsprachige Schulen die Deutsche Schule Prag, das Thomas-Mann-Gymnasium Prag und die
Grundschule der deutsch-tschechischen Verständigung zu nennen.

#### Auslandsschulen
Die beiden Länder unterhalten, insbesondere für ihre eigenen Staatsbürger im jeweils anderen Land Auslandsschulen.
In Deutschland werden durch Tschechien 3 sogenannte Česká škola bez hranic (Tschechische Schulen ohne Grenzen) betrieben. Diese liegen in Dresden, München und in Neu-Isenburg (Rhein-Main-Gebiet). Zur Unterstützung dieser Schulen gründete sich 2005 der Verein Schola Ludus.
In Tschechien unterhält Deutschland die bereits genannte Deutsche Schule Prag.  Darüber hinaus werden 33 weitere tschechische Schulen durch das Zentralstelle für das Auslandsschulwesen in der sogenannten PASCH-Initative unterstützt. Unter diesen ist das Spezialgymnasium F.X. Šaldy Liberec eine Deutsche Profil Schule.

#### Jugendaustausch
Beide Länder gründeten 1997 das Koordinierungszentrum Deutsch-Tschechischer Jugendaustausch Tandem, welches mit seinen Büros in Regensburg und Pilsen Jugend- und Schüleraustausch organisiert.

#### Studium
In Tschechien studierten im Jahr 2021 insgesamt 969 Deutsche. Diese Zahl stieg seit 2001, als die Zahl nur 28 betrug, deutlich an. Dies ist insbesondere auf die Zulassungsfreiheit von Humanmedizin in Tschechien zurückzuführen. Der Anteil der Studierenden in diesem Fach an allen in Tschechien studierenden Deutschen betrug 2021 insgesamt 44 %. Dies entsprach 0,7 % aller im Ausland studierenden Deutschen bzw. 1,8 % der in Tschechien studierenden Ausländer.
Umgekehrt studierten in Deutschland 2017 insgesamt 1860 Tschechen.
Zur Stärkung des studentischen Austausch gründeten die tschechische Republik und Bayern 2016 die Bayerisch-Tschechische Hochschulagentur.

### Kultur
Völkerrechtliche Grundlage für die kulturelle Zusammenarbeit beider Länder ist das 1999 geschlossene und 2001 vollständig in Kraft getretene Abkommen zwischen der Bundesrepublik Deutschland und der Tschechischen Republik über kulturelle Zusammenarbeit. Dieses ersetzte das Vorläufer-Abkommen, welches 1978 zwischen Deutschland und der Tschechoslowakei geschlossen wurde.
Beide Staaten unterhalten im jeweiligen Nachbarstaat Kulturzentren. Das Tschechische Zentrum unterhält aktuell in Berlin und München zwei Standorte in Deutschland. Das Goethe-Institut unterhält in Prag einen Standort.
Die deutsche Minderheit in Tschechien ist in der sogenannten Landesversammlung organisiert. Mit der Ackermann-Gemeinde und dem Adalbert Stifter Verein entstanden nach dem Zweiten Weltkrieg durch Sudetendeutsche zwei Organisationen, die sich um den Deutsch-Tschechischen Kulturaustausch bemühen. 1993 entstanden ein tschechischer (Karel) und ein deutscher (Karl) Klostermann Verein, die sich, im Sinne ihres Namenspatrons, um das Zusammenleben im bayerischen Wald bzw. Šumava (Böhmerwald) bemühen.
Das jahrhundertelange Zusammenleben führte zu vielen Überschneidungen. So war etwa Wien die zweitgrößte tschechische Stadt.
Die tschechische Sprache weist viele Germanismen und umgekehrt insbesondere das (österreichische) Bairische und Sächsische viele Lehnwörter aus dem Tschechischen auf. In Tschechien stieß dies zur Zeit der Nationalen Wiedergeburt auf Widerstand, insbesondere bei Josef Dobrovský und Josef Jungmann, die das sich seit 1620 entwickelte Gemeintschechisch ablehnten und das ursprünglichere Veleslaviner Tschechisch als Grundlage ihrer Arbeiten zur tschechischen Schriftsprache nahmen. Dies führt bis heute dazu, das sich das gesprochene (Obecná čeština) und das geschriebene Tschechisch (Spisovná čeština) deutlich unterscheiden.
Auch die Küchen Böhmens, Österreichs, Bayerns und Sachsens weisen Überschneidungen auf.
Ebenso Bier als Nationalgetränk. Hier ist das Weizenbier (Pšeničné pivo) zu nennen, dass in Böhmen bereits lange bekannt war, als 1548 Freiherr von Degenberg das Privileg erhielt im grenznahen Bereich nördlich der Donau dies in Bayern zu brauen. Dies sollte den Import dieses, lebensmittelrechtlich in Bayern damals eigentlich verbotenen Bieres verhindern. 1602 übernahm nach dem Aussterben der Degenberger der bayerische Herzog Maximilian I. dieses privileg. Dies führte dazu, dass große Teile des Bayerischen Staatshaushalts aus diesem Weißbiermonopol stammten. Im 19. Jahrhundert gab es beim Pilsner Bier eine Kooperation in die Gegenrichtung, als durch den bayerischen Braumeister Joseph Groll 1842 erstmals diese Biersorte beim Plzeňský Prazdroj (Pilsener Urquell) gebraut wurde, als auch Konkurrenz. Umgekehrt gab es auch innerhalb Tschechiens Auseinandersetzungen zwischen Deutschen und Böhmischen Brauern. So wurde die Brauerei Budweiser Budvar 1895 als tschechisches Gegenstück zum deutschsprachigen Budweiser Bürgerbräu gegründet.
Teil des gemeinsamen kulturellen Erbes ist die Pflege der sudetendeutschen Gräber, welche auch im 1992 geschlossenen Nachbarschaftsvertrag erwähnt wird. Hierzu legte die tschechische Regierung für die Jahr 2026 bis 2029 ein Programm zur Restaurierung in Höhe von zunächst 10 Millionen CZK (ca. 401.000 €) später 20 Millionen CZK (802.000 €).
Im Literatursektor waren die beiden Länder bei ihren drei großen Buchmessen seit 2019 als Ehrengast/Gastland vertreten. So Tschechien 2019 auf der Leipziger Buchmesse und Deutschland/deutschsprachige Literatur in Kafka-Jahr 2024 auf der Prager Svět knihy. Für die Frankfurter Buchmesse ist Tschechien als Ehrengast geladen.

### Sport
Im sportlichen Bereich gehen beide Länder heutzutage zumeist getrennte Wege und es gibt keine ausgeprägten Derbys. Was unter anderem auch daran liegt, dass die Nationalmannschaften in den beiden Nationalsportarten Fußball und Eishockey zumeist auf unterschiedlichem Niveau spielen.
Vor dem Zweiten Weltkrieg gab es hierbei mehr Überschneidungen. So waren die beiden Vereine DFC Prag und DFC Germania Prag an der Gründungsversammlung des Deutschen Fußball-Bunds 1900 beteiligt. Ferdinand Hueppe vom DFC Prag wurde hierbei zum ersten DFB-Präsidenten gewählt. Bei der ersten deutschen Fußballmeisterschaft 1903 erreichte sein Verein auch das Finale. Mit dem Beitritt zur FIFA durften diese beiden Vereine nicht mehr Mitglied des DFB bleiben. Ebenso musste Hueppe sein Amt abgeben und wurde zum Ehrenmitglied des DFB ernannt. Die deutschsprachigen Vereine, die seit 1900 im Verband der Prager Deutschen Fußball-Vereine organisiert waren, gründeten 1911 den Deutschen Fußball-Verband für Böhmen der zunächst Mitglied des Österreichischen Fußball-Verbandes und anschließend bis zu seiner Auflösung 1938 des tschechoslowakischen Fußballvereinigung(Československá associace footballová (ČSAF)) an. 2015 kam es zu einem Benefizspiel in Prag, dass an die Finalbegegnung von 1903 erinnern sollte. Aus diesem entstand ein Jahr später 2016 eine Wiedergründung des DFC Prag, der heute insbesondere im Jugendbereich aktiv ist. Dort arbeitet er eng mit den deutschen Schulen in Prag zusammen.
Im Bereich des Alpinismus wurde 1870 die Sektion Prag im Deutschen Alpenverein gegründet. Später wurde diese Sektion Teil des Deutschen und Österreichischen Alpenvereins. Weitere Sektionen auf dem Gebiet Tschechiens waren die Sektion Karlsbad (Gründung 1902) und Saaz (1914). Letztere ging anschließend in die Sektion Sudeten auf. Die Sektion Prag verlegte bedingt durch Krieg und Vertreibung ihren Sitz 1950 nach München und löste sich 1992 auf. Ihre Mitglieder und Hütten gingen auf die Sektion München über. Die Sektion Sudeten ging in der Sektion Schwaben auf.
Als besondere fußballerische Highlights in der Nachkriegszeit zwischen den beiden Ländern seien hier die beiden Fußball-Europameisterschafts-Finalspiele 1976 (Tschechoslowakei vs. Bundesrepublik Deutschland) und 1996 (Deutschland vs. Tschechien) zu nennen.
Vereinzelt gibt es grenzüberschreitende Sportveranstaltungen, die jedoch meist regionalen Charakter haben. Als eine herausstechende unter diesen sei die seit 2023 veranstaltete Rallye Zentraleuropa zu nennen, die zur Rallye-Weltmeisterschaft zählt. Diese wird in Tschechien, Deutschland und Österreich ausgetragen und entstand aus der regionalen 3-Städte-Rallye, welche ebenso im Dreiländereck ausgetragen wurde.

### Umweltschutz
An der Deutsch-Tschechischen Grenze existieren zwei Gebiete die auf beiden Seiten Nationalparke sind. Dies sind der Nationalpark Sächsische Schweiz und der Nationalpark Böhmische Schweiz im Elbsandsteingebirge sowie der Nationalpark Bayerischer Wald und der Nationalpark Šumava im Böhmerwald. Diese arbeiten jeweils mit ihrem Nachbarn zusammen und beide grenzüberschreitende Nationalpark-Gebiete wurden von der Europäischen Dachorganisation Europarc als „Transboundary Parcs“ zertifiziert.

## Folgen der Ereignisse der Jahre 1938 bis 1948
Aufgrund des Umfangs werden die Themen, welche sich aus den zwischen 1938 und 1948 geschehenen Ereignissen, insbesondere Münchner Abkommen, Zweiter Weltkrieg, Vertreibung der Deutschen aus der Tschechoslowakei nachfolgend einzeln behandelt:

### Die Beseitigung des Münchner Abkommens
Die Beseitigung des Münchner Abkommens war eines der zentralen Anliegen der Tschechoslowakei. Die dort festgelegten Grenzen trennten wichtige Industriestandorte vom verbliebenen Böhmen und Mähren ab. Sie reduzierte die Kapazitäten der Industrien und nahm der Tschechoslowakei 90 Kraftwerke weg. Die wichtigsten industriellen Agglomerationen wurden voneinander getrennt; Eisenbahnlinien wurden zerschnitten, und Grenzbefestigungen fielen an das Deutsche Reich. Die schrittweise Beseitigung des Münchner Abkommens begann damit, dass die britische Regierung 1942 erklärte, dass das Münchner Abkommen aufgehoben sei. Im selben Jahr erklärte das französische Nationalkomitee durch seinen Vorsitzenden Charles de Gaulle, dass das Münchner Abkommen von Anfang an unwirksam sei. 1944 erklärte die italienische Regierung Pietro Badoglio, dass das Münchner Abkommen nichtig sei. Die DDR erklärte im Vertrag über Freundschaft, Zusammenarbeit und gegenseitigen Beistand mit der ČSSR vom 17. März 1967, dass das Münchner Abkommen von Anfang an nichtig sei mit allen sich daraus ergebenden Folgen. Ab 1969 herrschte in der Bundesregierung und den sie tragenden Parteien die Auffassung, dass die Verhältnisse mit den osteuropäischen Staaten normalisiert werden müssten. Dies könnte zur Entspannung des Ost-West-Konflikts und zur Milderung der deutschen Teilung beitragen.
Im Prager Vertrag vom 11. Dezember 1973 erklärten die Bundesrepublik und die Tschechoslowakei das Münchner Abkommen für nichtig. Die Nichtigkeit sollte sich aber nicht auf die Rechtspositionen Dritter auswirken, insbesondere nicht auf die Staatsangehörigkeit der Sudetendeutschen. Die Nichtigkeit des Münchner Abkommens wurde in der Präambel zum deutsch-tschechoslowakischen Nachbarschaftsvertrag vom 27. Februar 1992 in einer zurückhaltenden Formulierung bestätigt, aber nicht eingeschränkt. Präzisiert wurde aber, dass der tschechoslowakische Staat nie zu bestehen aufgehört hat. In der deutsch-tschechischen Erklärung über die gegenseitigen Beziehungen und deren künftige Entwicklung vom 21. Januar 1997 bekannte sich Deutschland zu seiner Rolle in einer historischen Entwicklung, die zum Münchner Abkommen geführt hat. Auch aus dieser zurückhaltenden Formulierung ergibt sich keine Einschränkung des Prager Vertrages von 1973.

### Gebietsansprüche
Die zwischen Böhmen, Sachsen und Bayern verlaufende Grenze ist eine „Alte Grenze“, die durch das Münchner Abkommen stark, aber nur für kurze Zeit gestört wurde. Nach dem Willen der Alliierten, die nach dem Waffenstillstand 1945 die oberste Regierungsgewalt in Deutschland übernommen hatten, sollte Deutschland von vornherein nicht mehr über die Grenzen von 1937 hinausgehen.
Aus Sicht der Siegermächte gab es keine offene Grenzfrage zwischen Deutschland und der Tschechoslowakei. 1950 vereinbarten die Tschechoslowakei und die DDR, dass sie keine Gebietsansprüche gegeneinander stellen. 1952 vereinbarte die Bundesrepublik mit den drei Westmächten im Deutschlandvertrag, dass die Verantwortung für Deutschland als Ganzes, wozu vor allem Grenzfragen gehören, bei den drei Westmächten verbleibt. 1954 erklärte Deutschland gegenüber den anderen NATO-Staaten, dass sie die gegenwärtigen Grenzen der Bundesrepublik niemals mit gewaltsamen Mitteln ändern wird. Im Prager Vertrag von 1973 erklärten die Bundesrepublik und die Tschechoslowakei, dass sie keine Gebietsansprüche gegeneinander haben, und auch in Zukunft nicht stellen werden. Im Zwei-plus-Vier-Vertrag von 1990 vereinbarten die Parteien anlässlich der Übertragung der vollen Souveränität auf Deutschland, dass Deutschland keine Gebietsansprüche an andere Staaten hat und auch in Zukunft nicht erheben wird. Im deutsch-tschechoslowakischen Nachbarschaftsvertrag vom 27. Februar 1992 wurde die deutsch-tschechische Grenze bestätigt und der Ausschluss von Gebietsansprüchen bekräftigt. Eine völkerrechtlich wirksame Bestätigung des Grenzverlaufs durch einen zweiseitigen Vertrag sollte getroffen werden. Vermarkungsmängel wurden ab 1955 in gemischten bayrisch-tschechoslowakischen Arbeitsgruppen behoben und in Niederschriften fixiert. In der deutsch-tschechischen Erklärung vom 21. Januar 1997 wird pauschal auf den Nachbarschaftsvertrag verwiesen. Seit 1999 ist die deutsch-tschechische Grenze vollständig vermessen und vermarkt. Ende Februar 2015 strich die Sudetendeutsche Landsmannschaft endgültig die Forderung nach einer „Rückgewinnung der Heimat“ aus ihrer Satzung.

### Staatsangehörigkeitsfragen
Durch Annexion der Sudetengebiete und die Eingliederung von Böhmen und Mähren als Protektorat in das Deutsche Reich entstand eine unübersichtliche Situation. Die sich daraus ergebenden Probleme wurden nicht im Wege zwischenstaatlicher Vereinbarungen gelöst, sondern durch einseitige, innerstaatliche Gesetzgebung und Verwaltungsmaßnahmen in beiden Staaten. Tschechoslowakischen Staatsangehörigen mit Wohnsitz in den Sudetengebieten wurde die tschechoslowakische Staatsangehörigkeit aberkannt und die deutsche Staatsangehörigkeit im Wege der Sammeleinbürgerung zuerkannt. Nach Errichtung des Protektorats Böhmen und Mähren erwarben dort wohnende Personen deutscher Volkszugehörigkeit die deutsche Staatsangehörigkeit und behielten dazu die Rechte der Staatsangehörigen des Protektorats. Nach Ende des Zweiten Weltkriegs wurde diesem Personenkreis durch tschechoslowakisches Verfassungsdekret die tschechoslowakische Staatsangehörigkeit aberkannt. Dies hätte für die meisten Betroffenen unschädlich sein können, weil sie vor und nach der Vertreibung keinen Wert auf die tschechoslowakische Staatsangehörigkeit legten. In den deutschen Westzonen wurde aber die Auffassung vertreten, dass Sammeleinbürgerungen ehemaliger tschechoslowakischer Staatsangehöriger deutscher Volkszugehörigkeit unwirksam seien, und die Volksdeutschen staatenlos seien. Diese Auffassung wurde Verwaltungspraxis in den Westzonen. 1946 beschlossen die Landtage der Provinz Sachsen-Anhalt und Mecklenburg-Vorpommern in der Sowjetischen Besatzungszone außerhalb ihrer Zuständigkeit, dass Umsiedler die deutsche Staatsangehörigkeit mit der Begründung des Wohnsitzes in den Ländern erwarben. Später folgten die anderen Länder; Umsiedler wurden nicht staatenlos. Das Grundgesetz bestimmte ab 1949 in Westdeutschland, dass Flüchtlinge oder Vertriebene deutscher Volkszugehörigkeit Deutsche sind. An einem Urteil des Bundesverfassungsgerichts vom 28. Mai 1952 orientierte sich eine gesetzliche Regelung, wonach deutsche Volkszugehörige, die in der Tschechoslowakei deutsche Staatsangehörige wurden, auch nach dem Recht der Bundesrepublik Deutschland deutsche Staatsangehörige waren. Eines besonderen Verwaltungsverfahrens bedurfte es nicht. Damit war die Gefahr der Staatenlosigkeit beseitigt, und die Integration der Vertriebenen rechtlich gesichert. Etwa 200.000 Personen wurden nicht aus der Tschechoslowakei vertrieben, sondern als Fachkräfte zurückgehalten. Sie waren zunächst staatenlos. Um der Gefahr der Abwanderung zu begegnen, erhielten die verbliebenen Deutschen 1948 eine Einbürgerungsmöglichkeit und wurden 1953 kraft Gesetzes zwangseingebürgert. Der Prager Vertrag enthält keine zwischenstaatliche Änderung oder Ergänzung, sondern belässt es ausdrücklich bei den jeweils einseitig getroffenen Regelungen.
Auch das aktuell gültige tschechische Staatsbürgerschaftsgesetz Nr. 186/2013 bezieht hier weiterhin diese ablehnende Position. So sind durch die Beneš-Dekrete Nr. 33/1945 Ausgebürgerte und ihre Nachkommen explizit von der seit 6. September 2019 gültigen Regelungen in §31 für den vereinfachten Erwerb der tschechischen Staatsbürgerschaft durch Erklärung ausgenommen.

### Entschädigungslose Enteignungen
Insbesondere mit den Präsidialdekreten Nr. 12 vom 21. Juni 1945 und Nr. 108 vom 25. Oktober 1945, den Beneš-Dekreten, wurden die größtenteils vertriebenen Deutschen entschädigungslos enteignet. Nach Besatzungsrecht durfte Deutschland hiergegen keine Einwendungen erheben. Die Bundesrepublik Deutschland sagte den Westmächten USA, Großbritannien und Frankreich zu, diese Regelung in Bundesrecht zu übernehmen und verpflichtete sich, keine Einwendungen gegen diese Enteignungsmaßnahmen zu erheben, keine Klagen gegen die Enteignungsmaßnahmen zuzulassen, und dafür Sorge zu tragen, dass die Bundesrepublik die Enteigneten entschädigt.
Deutsche Gerichte können über tschechoslowakische Enteignungen im Staatsgebiet der Tschechoslowakei nicht entscheiden. Auch wenn Gegenstände, die in der Tschechoslowakei enteignet wurden, auf das Gebiet der Bundesrepublik Deutschlands gelangen, kann der Enteignete den Besitzer nicht auf Herausgabe verklagen. Die Bundesrepublik stellt in diesem Falle aufgrund des Vertrages zur Regelung aus Krieg und Besatzung entstandener Fragen keinen Rechtsweg zur Verfügung und weist die Klage als unzulässig ab. Mit diesem erweiterten Ausschluss der deutschen Gerichtsbarkeit ging die Bundesrepublik Deutschland über die völkerrechtlich gebotene Respektierung der Staatenimmunität hinaus. Dies war jedoch eine Konsequenz des besonderen Status Deutschlands unter Besatzungsrecht nach dem Zweiten Weltkrieg. Der Verzicht auf Einwendungen und der erweiterte Ausschluss des Gerichtsstands bleiben nach einer Regierungsvereinbarung mit den Drei Westmächten auch nach Eintritt der deutschen Einheit wirksam. Der Verweigerung eines Rechtsweges steht die europäische Menschenrechtskonvention nicht entgegen, denn der Vertrag zur Regelung aus Krieg und Besatzung entstandener Fragen vom 23. Oktober 1954 wurde geschlossen, damit die Bundesrepublik Deutschland ihre Souveränität wieder erlangen konnte. Der internationale Gerichtshof nahm in einem ähnlichen Rechtsstreit zur Frage der Unwirksamkeit der Beneš-Dekrete nicht Stellung, da der internationale Gerichtshof für den Kläger, das Fürstentum Liechtenstein, erst ab dem 18. Februar 1980 zuständig wurde, und die Enteignung 1946 stattfand. Ob und wie die Folgen der Beneš-Dekrete zu regeln sind, ist ausschließlich Sache der Tschechoslowakei. Die tschechoslowakischen Restitutionsvorschriften gelten nicht für die Beneš-Dekrete, sondern nur für Enteignungen ab 1948.

### Reparationen
Die Tschechoslowakei war einer der achtzehn Teilnehmer an der Pariser Reparationskonferenz der westlichen Staaten von 1945. Die Teilnehmer einigten sich darauf, dass die noch nicht bezifferbare Reparationsmasse zunächst prozentual aufgeteilt werden sollte. Die Tschechoslowakei sollte 4,3 % des zu verteilenden Produktivvermögens erhalten. Auch einen Zahlungsplan gab es Ende 1945 noch nicht. Die in der Tschechoslowakei entstandenen Kriegsschäden ließen sich nicht beziffern. Es wurde aber geschätzt, dass die Reparationen höchstens ein Prozent der Kriegsschäden abdecken könnten. Der Beitrag des im Staatsgebiet der Tschechoslowakei enteigneten Vermögens zum Ausgleich der Kriegsschäden wurde im Oktober 1945 höher eingeschätzt als der kaum vorhersagbare Beitrag der Reparationen. Auf der Pariser Reparationskonferenz setzte die Tschechoslowakei durch, dass die Konfiskation deutschen Vermögens international anerkannt wurde. Sie setzte weiter durch, dass sie sich die übliche Anrechnung konfiszierten Vermögens auf die Reparationssumme nicht gefallen lassen musste. Die Tschechoslowakei erhielt 5,4 Millionen Dollar bis Februar 1948 und danach 3 Millionen Dollar, also insgesamt 8,4 Millionen Dollar. Weitergehende Forderungen stellte die Tschechoslowakei nicht. Im Prager Vertrag wurde vereinbart, dass die Nichtigkeit des Münchner Abkommens keine Rechtsgrundlage für neue Reparationsforderungen darstellt.

### Wiedergutmachungsleistungen
Wiedergutmachungsleistungen sind solche, die ein schädigender Staat direkt an Betroffene ausreicht, die nicht im Inland wohnen. Wiedergutmachungsleistungen wurden erstmals in der deutsch-tschechischen Erklärung vom 2. Januar 1997 zugesagt. Der deutsch-tschechische Zukunftsfonds konnte bis 2007 insgesamt 90 Millionen DM an NS-Opfer ausbezahlen. Zwischen 2000 und 2006 konnten 423 Millionen DM an Opfer der Sklaven- und Zwangsarbeit ausbezahlt werden.

### Strafbare Handlungen
Während der Vertreibung der Deutschen gab es viele Vorfälle, die auch nach tschechoslowakischem Recht strafbar gewesen wären. Aufgrund einer besonderen Amnestievorschrift sind diese Handlungen nicht als widerrechtlich anzusehen. Diese Vorschrift ist nicht aufgehoben und heute noch gültig. Selbst wenn die Amnestie aufgehoben würde, würde die Verjährung einer Strafverfolgung entgegenstehen. Die Amnestievorschrift schuf für Straftäter einen Vertrauenstatbestand, der auch bei nicht verjährten Taten einer Strafverfolgung entgegenstünde. In der deutsch-tschechischen Erklärung bedauerte die tschechische Republik, dass Straftaten, die bei Aussiedlung und Vertreibung verübt wurden, nicht bestraft wurden.

### Kultur
Im kulturellen Bereich in Deutschland und Österreich wurden nach den Zweiten Weltkrieg insbesondere innerhalb der sudetendeutschen Gemeinschaft Lieder über Tschechien/Böhmen populär, wie etwa die Böhmerwaldlieder oder Wie Böhmen noch bei Öst’reich war. Diese Lieder sind in Tschechien praktisch unbekannt.

### Phantomgrenze
Bis heute ist in Tschechien aufgrund dieser Ereignisse eine sogenannte Phantomgrenze nachweisbar. In den ehemaligen sudetendeutschen Gebieten bestehen unterdurchschnittliche Bevölkerungsdichte, Durchschnittsalter, und Bildung. Ebenso unterscheiden sich die Wahlergebnisse signifikant vom Rest des Landes.

## Beziehungen zu angrenzenden Bundesländern
Nachfolgend werden im Speziellen die Beziehungen der beiden deutschen Bundesländer Bayern und Sachsen mit der tschechischen Republik behandelt. Diese angrenzenden Bundesländer unterhalten eigenständige Beziehungen zum Land und unterscheiden sich teilweise deutlich von denen des Gesamtstaates.

### Beziehungen zu Bayern

#### Sudetendeutsche in Bayern
Die Beziehung Bayerns zu Tschechiens ist insbesondere durch die Aufnahme vieler Sudetendeutschen nach ihrer Vertreibung aus der Tschechoslowakei geprägt. Diese siedelten sich dort unter anderem in fünf sogenannten Vertriebenstädten (Geretsried, Neugablonz, Neutraubling, Traunreut und Waldkraiburg) an und halten den sudetendeutschen Tag regelmäßig in diesem Bundesland ab. 1954 erklärte der damalige bayerische Ministerpräsident die Schirmherrschaft des Freistaats Bayerns über die Sudetendeutsche Landsmannschaft.

#### Beziehungen der beiden Regierungen
Lange gab es von Seiten der bayerischen Staatsregierung keine offiziellen Besuche in Tschechien, während diese zwischen der deutschen Bundesregierung und der tschechischen üblich waren. Umgekehrt kam der erste tschechische Ministerpräsident Vaclav Klaus 1993 zu einem Staatsbesuch nach München kam. Ebenso gab es 1995 ein inoffizielles Treffen in der tschechischen Grenzstadt Domažlice zwischen Klaus und dem bayerischen Ministerpräsident Edmund Stoiber, sowie in München 2001 zwischen Milos Zeman und der bayerischen Regierung.
Bei der Abstimmung über den EU-Beitritt Tschechiens im EU-Parlament stimmten alle 10 Abgeordnete der bayerischen CSU dagegen.
Stoiber, dessen Ehefrau Karin Stoiber eine Sudetendeutsche ist, kritisierte dabei in seiner Amtszeit (1993–2007) mehrfach Tschechien, mit Verweis auf die Vertriebenenfrage. Erst gegen Ende seiner Amtszeit erwog er die Möglichkeit von Treffen der beiden Regierungen.
Erst im Dezember 2010 und November 2011 reiste sein Nachfolger Horst Seehofer als erster bayerischer Ministerpräsident nach Tschechien, was als bedeutender Besuch zur Verständigung in dem Streit über die Vertreibung der Sudetendeutschen nach Ende des Zweiten Weltkriegs gewertet wurde. Im Februar 2013 stattete der damalige tschechische Ministerpräsident Petr Nečas dem Freistaat Bayern einen Gegenbesuch ab und bedauerte in seiner Rede im Bayerischen Landtag die Vertreibung der Sudetendeutschen.

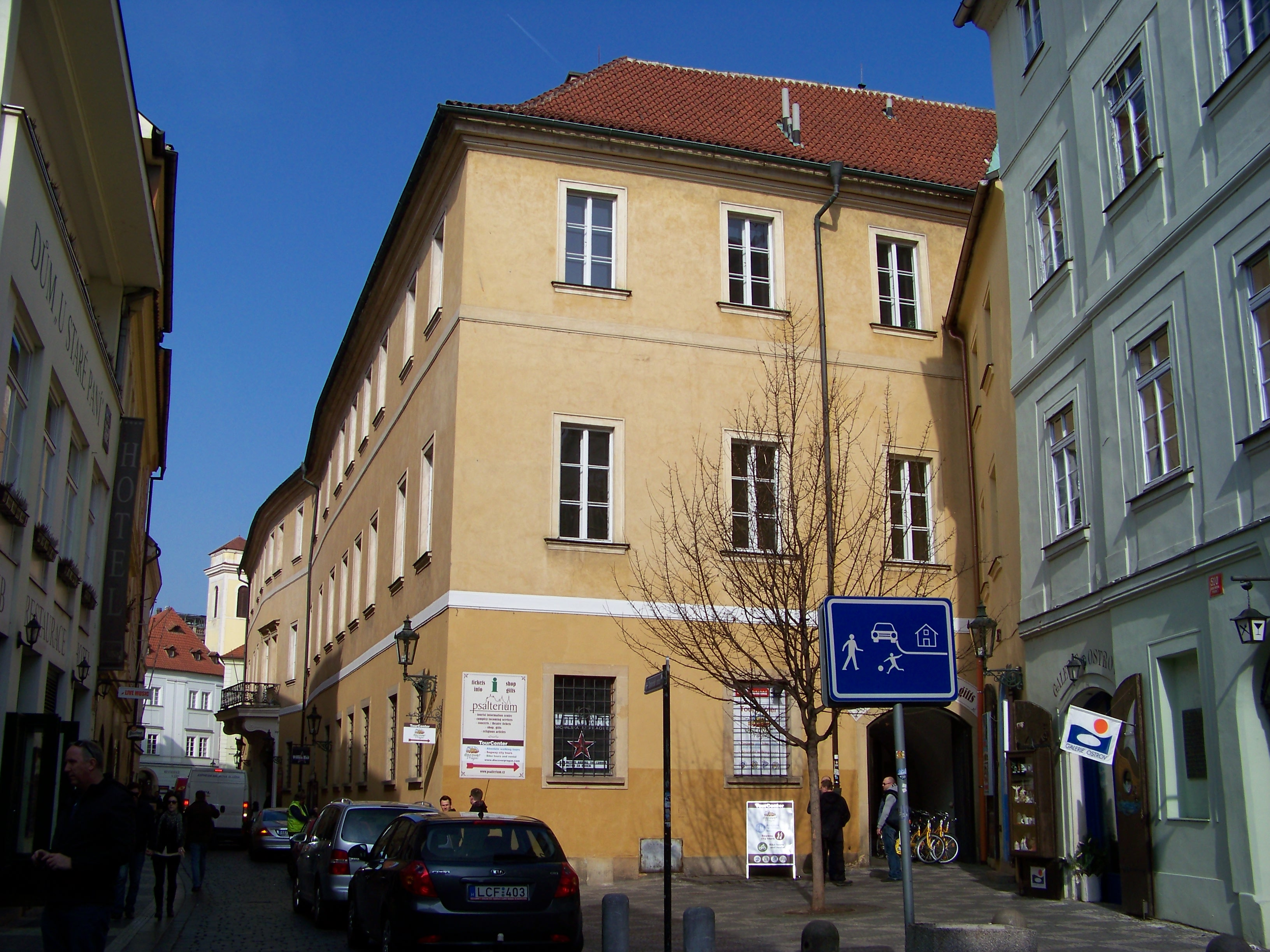
Sitz der bayrischen Repräsentanz in der Prager Altstadt, Michalská 12 (Dům U Zlatého melounu, Haus zur Goldenen Melone)

Am 4. Dezember 2014 eröffnete der bayerische Ministerpräsident Horst Seehofer in Anwesenheit des tschechischen Ministerpräsidenten Bohuslav Sobotka die Repräsentanz des Freistaats Bayern in der Tschechischen Republik. In seiner Rede würdigte Ministerpräsident Seehofer die Einrichtung einer bayerischen Repräsentanz in Tschechien als Symbol für die gewachsene Freundschaft zwischen Bayern und Tschechien und für ein gemeinsames Europa. Die bayerische Repräsentanz soll ein Ort sein für Dialog, Freundschaft und Miteinander. Seit 2024 wird sie von Martin Kastler geleitet.
Im Rahmen der Eröffnung der Landesausstellung „Barock. Bayern und Böhmen“ im Haus der bayerischen Geschichte in Regensburg, nahm am 9. Mai 2023 zum ersten Mal der tschechische Ministerpräsident Petr Fiala an einer Kabinettssitzung der bayerischen Staatsregierung teil. Ein Jahr später wurde beim ersten bayerisch-tschechischen Grenzlandkongress am 9. Juli 2024 in Cham (Oberpfalz) zwischen beiden Regierungen weitere jährliche Treffen vereinbart.

#### Bayerisch-Tschechische Landesausstellung
Die seit 1976 existierende Bayerische Landesausstellung widmete sich 2007 in Zwiesel zum ersten Mal der bayerisch-tschechischen Beziehung mit dem Thema „Bayern – Böhmen. 1500 Jahre Nachbarschaft“. 2016 kam es zur ersten offiziellen Bayerisch-tschechische Landesausstellung in Nürnberg und Prag, der 2023 in Regensburg die zweite mit dem Thema „Barock in Bayern und Böhmen“ folgte.

### Beziehungen zu Sachsen
Im Juni 2012 eröffnete der Freistaat Sachsen ein Verbindungsbüro in Prag, mit dem die Beziehungen des Bundeslandes zu Tschechien weiter vertieft werden sollen.
Außerdem gibt es seit Herbst 2000 den freien kommunalen Verbund namens Fünfgemeinde.